# Bratton (Wiltshire)
Pour les articles homonymes, voir Bratton.
Bratton est une paroisse civile et un village du Wiltshire, en Angleterre.